# Pledis Entertainment
Pledis Entertainment Inc. (hangeul: 플레디스엔터테인먼트) est une maison de disques sud-coréenne fondée en 2010 par Han Sung-soo, producteur et ancien manager sous SM Entertainment. Le nom de l'agence provient des pléiades, une grappe d'étoiles dans la constellation du Taureau.
Le 25 mai 2020, il a été annoncé que Big Hit Entertainment (désormais HYBE) avait officiellement fait l’acquisition de Pledis Entertainment en devenant l’actionnaire majoritaire de l’agence. Cependant, Pledis opère indépendamment dans les domaines de la production musicale, de la gestion des artistes et de la communication avec les fans, tout en recevant du soutien de la part de HYBE.
Le label abrite actuellement le boy group de K-pop Seventeen et son nouveau boy group TWS.

## Artistes

### Groupes
- Seventeen
  - BSS
- TWS

### Artistes solo
- Bumzu
- Hwang Min-hyun

## Anciens artistes
Liste des groupes et artistes anciennement sous Pledis Entertainment :

### Groupes
- Hello Venus (2012–2014; avec Fantagio)[6]
- After School (2009–2015)
  - Soyoung (2009)
  - Bekah (2009–2011)[7]
  - Jooyeon (2009–2014)[8]
  - Kahi (2009–2015)[9]
  - Jungah (2009–2016)[10]
  - Uee (2009–2017)[11]
  - Lizzy (2010–2018)[12]
  - Gaeun (2012–2019)[13]
  - Raina (2009–2019)[14]
  - E-Young (2011–2020)[15]
  - Nana (2009–2024)[16]
- Pristin (2017–2019)[17]
  - Nayoung (2016–2019)[18]
  - Roa (2017–2019)[18]
  - Yuha (2017–2019)[18]
  - Eunwoo (2017–2019)[18]
  - Rena (2017–2019)[18]
  - Xiyeon (2017–2019)[18]
  - Kyla (2017–2019)[18]
  - Kyulkyung (2016–2019)[19]
  - Sungyeon (2017–2024)
  - Yehana (2017–2024)
- NU'EST (2011–2022)[20]
  - JR (2011–2022)[20]
  - Aron (2011–2022)[20]
  - Ren (2011–2022)[20]
  - Baekho (2011–2025)[21]
- fromis_9 (2021–2024)[22]
  - Jang Gyu-ri (2021–2022)[23]
  - Lee Sae-rom (2021–2024)[22]
  - Song Ha-young (2021–2024)[22]
  - Park Ji-won (2021–2024)[22]
  - Roh Ji-sun (2021–2024)[22]
  - Lee Seo-yeon (2021–2024)[22]
  - Lee Chae-young (2021–2024)[22]
  - Lee Na-gyung (2021–2024)[22]
  - Baek Ji-heon (2021–2024)[22]

### Chanteurs
- Son Dam-bi[24]
- Yoo Ara
- Han Dong-geun (Donny Han)
- Choi Hyo-In (Hyoin)